# Maddalena Sibilla di Holstein-Gottorp
Maddalena Sibilla di Holstein-Gottorp (Castello di Gottorf, novembre 1631 – Güstrow, 22 settembre 1719) fu una nobile del ducato di Holstein-Gottorp e duchessa di Meclemburgo-Güstrow.

## Biografia
Era figlia di Federico III, duca di Holstein-Gottorp dal 1616 al 1659, e di Maria Elisabetta di Sassonia.
Venne data in sposa a Gustavo Adolfo, duca di Meclemburgo-Güstrow. Il matrimonio venne celebrato a Gottorp il 28 novembre 1654.
Mise al mondo 11 figli di cui solamente 2 erano maschi. Purtroppo uno, Giovanni Alberto, morì ad appena 5 anni e l'altro, Carlo, morì a 24 anni senza essere riuscito a procreare un maschio per assicurare la discendenza al ducato. Perciò quando rimase vedova, il 5 novembre 1695 la linea dei Meclemburgo-Güstrow si estinse ed il ducato venne suddiviso tra il Meclemburgo-Schwerin e un nuovo ducato, il Meclemburgo-Strelitz.

## Discendenza
Diede alla luce undici figli:
- Giovanni (2 dicembre 1655 – 6 febbraio 1660)
- Eleonora (1º giugno 1657 – 24 febbraio 1672)
- Maria (1659-1701), il 23 settembre 1684 sposò Adolfo Federico II di Meclemburgo-Strelitz
- Maddalena (1660-1702)
- Sofia (1662-1738), sposò il 6 dicembre 1700 il duca Cristiano Ulrico I di Württemberg-Oels
- Cristina (1663-1749), sposò il 4 maggio 1683 il conte Luigi Cristiano di Stolberg-Gedern
- Carlo, Principe Ereditario di Meclemburgo-Güstrow (1664-1688), sposò il 10 agosto 1687 Maria Amalia di Brandeburgo, figlia di Federico I Guglielmo di Brandeburgo
- Edvige (1666-1735), sposò il 1º dicembre 1686 Augusto di Sassonia-Merseburg
- Luisa (1667-1721), il 5 dicembre 1696 sposò Federico IV di Danimarca
- Elisabetta (1668-1738), sposò il 29 marzo 1692 Enrico di Sassonia-Merseburg (1661-1738)
- Augusta (1674-1756).

## Ascendenza
|                                       |                         |                                     | Genitori                          |  |  | Nonni |  |  | Bisnonni                   |  |  | Trisnonni               |  |
|                                       |                         |                                     |                                   |  |  |       |  |  | Adolfo di Holstein-Gottorp |  |  | Federico I di Danimarca |  |
|                                       |                         |                                     |                                   |  |  |       |  |  | Adolfo di Holstein-Gottorp |  |  | Federico I di Danimarca |  |
|                                       |                         | Sofia di Pomerania                  |                                   |  |  |       |  |  | Adolfo di Holstein-Gottorp |  |  |                         |  |
| Giovanni Adolfo di Holstein-Gottorp   |                         |                                     |                                   |  |  |       |  |  | Adolfo di Holstein-Gottorp |  |  |                         |  |
|                                       |                         | Cristina d'Assia                    | Filippo I d'Assia                 |  |  |       |  |  |                            |  |  |                         |  |
|                                       |                         | Cristina d'Assia                    | Filippo I d'Assia                 |  |  |       |  |  |                            |  |  |                         |  |
|                                       |                         | Cristina d'Assia                    | Cristina di Sassonia              |  |  |       |  |  |                            |  |  |                         |  |
| Federico III di Holstein-Gottorp      |                         | Cristina d'Assia                    |                                   |  |  |       |  |  |                            |  |  |                         |  |
|                                       |                         | Federico II di Danimarca            | Cristiano III di Danimarca        |  |  |       |  |  |                            |  |  |                         |  |
|                                       |                         | Federico II di Danimarca            | Cristiano III di Danimarca        |  |  |       |  |  |                            |  |  |                         |  |
|                                       |                         | Federico II di Danimarca            | Dorotea di Sassonia-Lauenburg     |  |  |       |  |  |                            |  |  |                         |  |
| Augusta di Danimarca                  |                         | Federico II di Danimarca            |                                   |  |  |       |  |  |                            |  |  |                         |  |
|                                       |                         | Sofia di Meclemburgo-Güstrow        | Ulrico III di Meclemburgo-Güstrow |  |  |       |  |  |                            |  |  |                         |  |
|                                       |                         | Sofia di Meclemburgo-Güstrow        | Ulrico III di Meclemburgo-Güstrow |  |  |       |  |  |                            |  |  |                         |  |
|                                       |                         | Sofia di Meclemburgo-Güstrow        | Elisabetta di Danimarca           |  |  |       |  |  |                            |  |  |                         |  |
| Maddalena Sibilla di Holstein-Gottorp |                         | Sofia di Meclemburgo-Güstrow        |                                   |  |  |       |  |  |                            |  |  |                         |  |
|                                       | Cristiano I di Sassonia | Augusto I di Sassonia               |                                   |  |  |       |  |  |                            |  |  |                         |  |
|                                       | Cristiano I di Sassonia | Augusto I di Sassonia               |                                   |  |  |       |  |  |                            |  |  |                         |  |
|                                       | Cristiano I di Sassonia | Anna di Danimarca                   |                                   |  |  |       |  |  |                            |  |  |                         |  |
| Giovanni Giorgio I di Sassonia        | Cristiano I di Sassonia |                                     |                                   |  |  |       |  |  |                            |  |  |                         |  |
|                                       |                         | Sofia di Brandeburgo                | Giovanni Giorgio di Brandeburgo   |  |  |       |  |  |                            |  |  |                         |  |
|                                       |                         | Sofia di Brandeburgo                | Giovanni Giorgio di Brandeburgo   |  |  |       |  |  |                            |  |  |                         |  |
|                                       |                         | Sofia di Brandeburgo                | Sabina di Brandeburgo-Ansbach     |  |  |       |  |  |                            |  |  |                         |  |
| Maria Elisabetta di Sassonia          |                         | Sofia di Brandeburgo                |                                   |  |  |       |  |  |                            |  |  |                         |  |
|                                       |                         | Alberto Federico di Prussia         | Alberto I di Prussia              |  |  |       |  |  |                            |  |  |                         |  |
|                                       |                         | Alberto Federico di Prussia         | Alberto I di Prussia              |  |  |       |  |  |                            |  |  |                         |  |
|                                       |                         | Alberto Federico di Prussia         | Anna Maria di Brunswick-Lüneburg  |  |  |       |  |  |                            |  |  |                         |  |
| Maddalena Sibilla di Hohenzollern     |                         | Alberto Federico di Prussia         |                                   |  |  |       |  |  |                            |  |  |                         |  |
|                                       |                         | Maria Eleonora di Jülich-Kleve-Berg | Guglielmo di Jülich-Kleve-Berg    |  |  |       |  |  |                            |  |  |                         |  |
|                                       |                         | Maria Eleonora di Jülich-Kleve-Berg | Guglielmo di Jülich-Kleve-Berg    |  |  |       |  |  |                            |  |  |                         |  |
|                                       |                         | Maria Eleonora di Jülich-Kleve-Berg | Maria d'Asburgo                   |  |  |       |  |  |                            |  |  |                         |  |
|                                       |                         | Maria Eleonora di Jülich-Kleve-Berg |                                   |  |  |       |  |  |                            |  |  |                         |  |